# Södra Rönnharun
Södra Rönnharun är en klippa i Finland.   Den ligger i kommunen Pargas i den ekonomiska regionen  Åboland  och landskapet Egentliga Finland, i den sydvästra delen av landet, 190 km väster om huvudstaden Helsingfors. Södra Rönnharun ligger 6 meter över havet.
Terrängen runt Södra Rönnharun är mycket platt.  Närmaste större samhälle är Korpo, 16,0 km norr om Södra Rönnharun. 